# Escudo de Tokelau
El Archipiélago de Tokelau, dependiente de Nueva Zelanda, acordó en 2004 mediante un tratado convertirse en un estado de asociación libre con este país en virtud de la Carta de las Naciones Unidas. En 2006 y 2007 se celebraron dos referendos para aprobar dicho estado. En el mes de mayo de 2008, el Fono General de Tokelau, la asamblea o parlamento de este territorio, aprobó un escudo y una bandera propios. Hasta aquel año, en el archipiélago únicamente se utilizaron oficialmente los símbolos nacionales de Nueva Zelanda.
En el escudo o emblema nacional de Tokelau aparece representada una Tuluma, una talla en Madera, característica del territorio, que forma parte de los aparejos o avíos usados por los pescadores.  En la parte central de la Tuluma, aparece representada una cruz latina, símbolo del Cristianismo. En la parte inferior del escudo, escrito en una cinta con el mismo color que la Tuluma, puede leerse el lema de este territorio: “Tokelau mo te Atua”, que en tokelauano significa “Tokelau para el Todopoderoso”. La cruz y el lema reflejan la importancia del Cristianismo entre la población del archipiélago.

## Historia
El Parlamento territorial de Tokelau, el Fono General, ha aprobado el diseño de un emblema nacional en mayo de 2008. Antes de 2008, el escudo de armas de Nueva Zelanda y la bandera de Nueva Zelanda fueron usados.
Una nueva bandera también fue adoptada al mismo tiempo.